# ターミネーター (映画)
『ターミネーター』（原題: The Terminator）は、1984年公開のアメリカのSFアクション映画。監督はジェームズ・キャメロン、脚本はキャメロンとゲイル・アン・ハードが務めた。

## 概要
主演のアーノルド・シュワルツェネッガーは、2029年から1984年にタイムスリップして、サラ・コナー（リンダ・ハミルトン）を殺すために送り込まれたサイボーグの暗殺者「ターミネーター」を演じ、マイケル・ビーンは、サラを守るために過去に送り込まれた兵士、カイル・リースを演じている。
公開前の予想に反して、『ターミネーター』は2週間にわたって米国の興行成績のトップに立ち、640万ドルの少ない製作費に対し、最終的に7,830万ドルの興行収入を記録した。この映画の成功により、いくつかの続編、テレビシリーズ、コミック、小説、ビデオゲームなどのメディアミックスが生まれた。
2008年、『ターミネーター』は、米国議会図書館により、「文化的、歴史的、美学的に重要な作品」として、アメリカ国立フィルム登録簿に保存された。スティーヴン・ジェイ・シュナイダーの『死ぬまでに観たい映画1001本』にも掲載されており、Rotten Tomatoesの支持率100%の映画のうちの1つでもある。
日本版のポスターなどにおけるキャッチコピーは、「冷酷!非情!残虐!史上最強《悪》のヒーロー!!」。

## ストーリー
プロローグ
ある夜、ロサンゼルスの郊外に青い電光とともに筋骨逞しい全裸の大男が現れる。大男は居合わせた不良グループを殺害し服を奪い、銃砲店でも店主を殺害し銃火器を強奪する。そして、電話帳を元に「サラ・コナー」という名前の女性を相次いで殺害する。
一方、別の若い男も一足遅れて電光と共に全裸で現れ、今ここが1984年5月12日のロサンゼルスであることを確認すると、服と銃を手に入れ、悪夢にうなされつつサラ・コナーを探し始める。
序盤
大学生のサラは、テレビのニュースで自分と同姓同名の女性が狙われた連続殺人事件のことを知り、警察に保護を要求する。一方、警察も次に狙われるであろうサラを保護しようと探し始めていたところだった。その頃、大男はサラの自宅に侵入し、そこにいた男女を殺害するが、それはサラではなく、サラのルームメイトと、そのボーイフレンドであった。
大男は外出中のサラの顔と居場所を入手し、ついにサラを見つけ出して銃口を向けるが、間一髪、サラを見張っていた若い男が阻止する。事態が飲み込めず促されるままに、カイル・リース軍曹と名乗る若い男に助けられながら、サラは襲撃者から逃走する。
カイルはサラに、大男の襲撃者が超合金と人工皮膚でできたターミネーターであることや、未来で起こる人類対機械軍の戦争のことを話す。そして、機械軍は未来の戦争において人類軍の指導者となる「ジョン・コナー」の存在を抹消するべく、ターミネーターをジョンが産まれる前の時代に送り込んでジョンの母親になる予定のサラ・コナーを殺そうとしており、自分はそれを阻止するために送り込まれた「人類軍の兵士」だと説明する。また、ターミネーターはサラの顔を知らないため、標的が「ロス在住のサラ・コナー」であることから、ロスに住む「サラ・コナー」という女性を全員殺害しようと探し回っていたという。サラはこの話を、あまりに現実離れした話でなかなか信じることができなかった。
中盤
ターミネーターの追撃をなんとかかわした2人は、警察に保護される。カイルは尋問を受け事情を説明するが、やはり警察には信じてもらえず拘束され続ける。しかし、その必死に訴える姿の映像を見たサラは、徐々にカイルの話を信じ始めていた。
その夜、警察署をターミネーターが襲撃。勤務中の警察官を次々に殺害しながらサラを探すが、この騒ぎに乗じて拘束から抜け出したカイルがサラを連れて脱出に成功。その後モーテルに身を隠した際、カイルは未来でジョンから貰ったサラの写真を見て以来、サラに思慕していたことを打ち明ける。サラもまた命がけで自分を守ってくれるカイルに惹かれ、ふたりは身体を交じ合わせるのであった。
終盤
翌日、2人はまたしてもターミネーターの襲撃を受ける。カイルは手製のパイプ爆弾のみを武器に応戦し、被弾しながらもターミネーターが乗るタンクローリーを爆破。しかし、燃えたのは服と表面の生体組織だけで、ターミネーターは超合金製の骨組みの姿でなおもサラを追う。
逃げ込んだ工場で、カイルは最後のパイプ爆弾をターミネーターの肋骨に押し込み、爆破に成功。しかし自らも爆発に巻き込まれて落命し、サラも片脚に重傷を負う。カイルの死を嘆くサラに、上半身だけとなったターミネーターがなお執念深く迫る。サラはターミネーターをプレス機に誘導して超合金製の頭蓋骨を押し潰し、ついに完全停止させる。
エピローグ
数か月後、サラはやがて訪れる「審判の日」へ向けての戦いを決意し、メキシコに向かっていた。途中、ジョンのために音声で記録を録っていたサラに、少年がサラを写したポラロイド写真を売りつけてきた。それは、未来の世界でカイルがジョンから貰った写真と同一の写真であった。
そして、サラはカイルとの子であるジョンを身ごもっていた。未来の英雄ジョン・コナーは、両親を結びつけるべく、部下だったカイルを送り込んでいたのだった。

## 登場人物
ターミネーター（T-800） - アーノルド・シュワルツェネッガー
2029年、スカイネットにとって脅威となるジョン・コナーの出生を阻止すべく、1984年へタイムスリップした潜入型ターミネーター。ジョンの母となるサラ・コナーの抹殺を命令されており、ロサンゼルス在住の同姓同名の女性を次々と抹殺していく。
カイル・リース - マイケル・ビーン
人類抵抗軍の指揮官ジョン・コナーの部下。写真を見て恋焦がれたサラ・コナーをT-800から守るため、志願して1984年へタイムスリップする。抵抗軍では技術情報部隊に属する軍曹で、認識番号はDN38416。スカイネット側に捕らえられ、強制労働に従事した経験がある。
サラ・コナー - リンダ・ハミルトン
ジョンの実母。大学に通っており、レストランのウェイトレスとしてアルバイトしていたが、未来から来たT-800に狙われたところをカイルに助けられる。
エド・トラクスラー - ポール・ウィンフィールド
ウエストハイランド警察署の警部。「サラ・コナー連続射殺事件」にて、最後に残ったサラ・コナーの身柄を署で保護するが、T-800の襲撃により、重傷を負う。
ハル・ブコビッチ - ランス・ヘンリクセン
ウエストハイランド警察署の警部補。逮捕されたカイルの話を真に受けない。署がT-800の襲撃を受けた時には自動小銃で応戦するが、反撃で死亡する。
ピーター・シルバーマン - アール・ボーエン
犯罪心理学者。カイルの話をまったく信用しない。尋問を終えてウエストハイランド警察署を去る際にはT-800とすれ違うが、ポケットベルの着信に目を向けていたために直接その姿を見ることはなく、狙われずに済む。

## スタッフ
- 監督 - ジェームズ・キャメロン
- 製作 - ゲイル・アン・ハード
- 製作総指揮 - ジョン・デイリー/デレク・ギブソン
- 脚本 - ジェームズ・キャメロン/ゲイル・アン・ハード
- 撮影 - アダム・グリーンバーグ
- 美術 - ジョージ・コステロ
- 編集 - マーク・ゴールドブラット
- 音楽 - ブラッド・フィーデル
- 特殊効果 - スタン・ウィンストン/Fantasy 2 Film Effects/パシフィック・データ・イメージズ（英語版）
- 提供 - ヘムデールフィルムコーポレーション（英語版）/シネマ'84/ユーロフィルムファンド/パシフィック・ウエスタン・プロダクションズ（英語版）

## 製作
製作にまつわるエピソードとして、キャメロンが見た悪夢の話がある。1981年に監督した『殺人魚フライングキラー』が失敗した際、キャメロンは評論家やマスメディア|マスコミにひどくこき下ろされたため、屈辱のあまり熱を出して寝込んでしまったという。そのとき、「炎の中からロボットが現れて自分を殺しに来る」という悪夢を見たことが、本作を製作するきっかけとなったと語っている。
作中で「審判の日」（Judgement day）とされているのは1997年8月29日であるが、この月日は当時アメリカと冷戦を激化させていたソ連による初の原爆実験（RDS-1）に由来し、映画公開の前年（1983年）には、実際に第三次世界大戦が起きかねない監視システムのコンピュータが核ミサイル発射を誤報した事件も起きていた。キャメロンは本作について、冷戦を意識していたことを述べている。
製作に当たり、キャメロンは「現代の技術では殺人ロボットの実現は不可能であるし、かといって未来の話ではセットに費用がかかるうえに観客にも受け入れがたいと考えた結果、未来の殺人ロボットが現代にやって来るタイムトラベルのアイデアが浮かんだ」と語っている。

### 人選

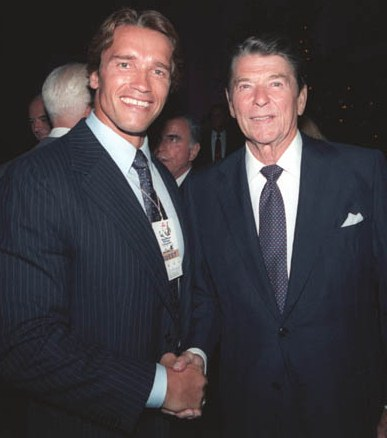
『ターミネーター』の公開2ヶ月前に、ロナルド・レーガン大統領と握手を交わすシュワルツェネッガー

主役のT-800について、企画当初の予定では続編『ターミネーター2』（1991年）に登場するT-1000のような、「一見すると貧弱そうな普通の男が異様な強さを発揮する」というキャラクターを構想していた。その候補にはランス・ヘンリクセンが挙がっており、パイロット版も制作されていた。また、O・J・シンプソンをT-800役に配役する構想もあった。
一方、俳優としてのキャリアが浅かったシュワルツェネッガーは、台詞を多く喋りたいという理由や主役を演じたいという理由から、カイル・リース役を望んでいた。しかし、キャメロンはシュワルツェネッガーと会食した際にT-800の設定についての良いアイディアを1時間も力説され、この役には彼こそが相応しいと確信して変更する。その結果、T-800はシュワルツェネッガーを象徴する役柄となり、シリーズを通して出演する名キャラクターとなった。なお、次作『ターミネーター2』以降は悪役から主役へと立場が変化し、人類側（ジョン・コナーを守る立場）として活躍するようになる。
本作以前のシュワルツェネッガーは、『コナン・ザ・グレート』（1982年）のヒットもあって全くの無名というわけではなかったものの、元々オーストリア出身で強いドイツ訛りがあるうえ、当時は英語が不得意なこともあり中々役に恵まれず、苦労を重ねていた。しかし、却ってこの英語の不得手さがロボットであるT-800の非人間感と相性がよく、『コナン』に次ぐシュワルツェネッガーの当たり役となったことで、一躍国際的なスターへと上り詰めた。
カイルを演じたマイケル・ビーンも、オーディション当時は舞台劇『熱いトタン屋根の猫』の影響で南部訛りが強かったため、不自然という理由で落とされかけたが、エージェントによって「訛りはない」と説明され、危機を脱した。
なお、主役を交代したヘンリクセンは本作でブコビッチ刑事を演じている。

### 裁判
設定の一部について、1963年のテレビドラマ『アウター･リミッツ』のハーラン・エリスンが脚本を担当した2つのエピソード（第33話「38世紀から来た兵士」、第37話「ガラスの手を持つ男」）から剽窃したものである、との訴えがエリスン側から起こされた。結局、キャメロンは80万ドルを支払い、ビデオ化以降のエンドクレジットに「Acknowledgement to the works of HARLAN ELLISON」（ハーラン・エリスンの作品に謝辞）と追加することを条件に和解した。
「38世紀から来た男」
未来から戦いしか知らない男がタイムスリップしてきて、愛や平和といった未来では存在しない感情や常識に触れていくことで、少しずつ人として変化していくストーリー。
「ガラスの手を持つ男」
高層ビルの中で、なぜか異星人に狙われるガラス製の手をもつ男が、奪われた指（実は指は記憶回路である）を一つずつ取り戻していく。それにより、自身が背負うことになった重大な使命を思いだすというストーリー。

### エンディング
ガソリンスタンドにいた少年に「嵐が来るよ」と言われたサラが「ええ、わかってるわ」と返すシーンは「機械との戦争が待つ未来」を暗示させるものであるが、これは製作陣があらかじめ続編を意識していたことの表れともされている。元々は、破壊されたT-800のチップを技術者が回収するシーンに加え、最後の戦いを繰り広げた場所がサイバーダイン社であったという、より強い伏線を張ったエンディングであったが、キャメロンの「映画は説明しすぎず、観客の想像に任せたほうがいい」との判断により、カットされた。

## 評価
本作は批評家から大絶賛されており、映画批評集積サイトの「Rotten Tomatoes」には60件以上のレビューがある。批評家支持率は100%、観客満足度は89%と、高く評価されている。平均点は10点満点中8点となっており、インターネット総合評価では、批評家による加重スコアが100のうち84、観客によるスコアが10のうち7.5となっている。

### 受賞記録
- 1985年「アボリアッツ国際ファンタスティック映画祭」グランプリ受賞[12]。

## 日本語版
1985年5月25日に劇場公開された。

### 日本語吹替
| 役名                       | 俳優                                                                                             | 日本語吹替                                 | 日本語吹替 | 日本語吹替          | 日本語吹替                                |
| 役名                       | 俳優                                                                                             | テレビ朝日版                               | 旧ソフト版 | 新ソフト版          | テレビ東京版                              |
| -------------------------- | ------------------------------------------------------------------------------------------------ | ------------------------------------------ | ---------- | ------------------- | ----------------------------------------- |
| ターミネーター （T-800）   | アーノルド・シュワルツェネッガー                                                                 | 大友龍三郎                                 | 大友龍三郎 | 玄田哲章            | 玄田哲章                                  |
| カイル・リース             | マイケル・ビーン                                                                                 | 田中秀幸                                   | 池田秀一   | 宮本充              | 小山力也                                  |
| サラ・コナー               | リンダ・ハミルトン                                                                               | 戸田恵子                                   | 高島雅羅   | 佐々木優子          | 松本梨香                                  |
| エド・トラクスラー         | ポール・ウィンフィールド                                                                         | 福田豊土                                   | 富田耕生   | 宝亀克寿            | 内海賢二                                  |
| ハル・ブコビッチ           | ランス・ヘンリクセン                                                                             | 千田光男                                   | 千田光男   | 仲野裕              | 内田直哉                                  |
| ピーター・シルバーマン     | アール・ボーエン                                                                                 | 阪脩                                       | 塚田正昭   | 稲葉実              | 岩崎ひろし                                |
| アラモ鉄砲店店主           | ディック・ミラー                                                                                 | 徳丸完                                     | 塚田正昭   | 稲葉実              | 塚田正昭                                  |
| 掃除屋の男                 | ノーマン・フリードマン                                                                           | 藤本譲                                     | 塚田正昭   | 稲葉実              | 藤本譲                                    |
| ジンジャー・ヴェンチュラ   | ベス・モッタ                                                                                     | 高島雅羅                                   | 叶木翔子   | 棚田恵美子          | 雨蘭咲木子                                |
| マット・ブキャナン         | リック・ロッソヴィッチ                                                                           | 村山明                                     | 二又一成   | 堀川仁              | 檀臣幸                                    |
| パンクのリーダー           | ビル・パクストン                                                                                 | 鈴置洋孝                                   | 中博史     | 坂口賢一            | 加瀬康之                                  |
| パンクA                    | ブライアン・トンプソン                                                                           | 二又一成                                   | 桜井敏治   | 加勢田進            | 中博史                                    |
| パンクB                    | ブラッド・リアーデン                                                                             | 千田光男                                   | 島田敏     |                     | 土田大                                    |
| サラの母（声のみ）         | 不明                                                                                             | 水城蘭子                                   | 竹口安芸子 | 寺内よりえ          | 佐藤しのぶ                                |
| ガソリンスタンド店主       | Tony Mirelez                                                                                     | 及川ヒロオ                                 | 丸山詠二   | 仲野裕              | 水野龍司                                  |
| ナンシー                   | ショウン・シェップス                                                                             | 小宮和枝                                   | 滝沢久美子 | 浅野まゆみ          | 魏涼子                                    |
| 路地裏の警官               | エド・ドゥーガン                                                                                 | 屋良有作                                   | 幹本雄之   | 乃村健次            | 廣田行生                                  |
| 電話の男                   | ジョン・E・ブリストル                                                                            | 村松康雄                                   | 幹本雄之   | 乃村健次            | 辻つとむ                                  |
| 電話の妻（声のみ）         | 不明                                                                                             | 高橋ひろ子                                 | 滝沢ロコ   |                     | 喜田あゆ美                                |
| 男性キャスター             | ジョー・ファラゴ                                                                                 | 嶋俊介                                     | 中江真司   |                     | 津田英三                                  |
| 女性キャスター             | ヘティ・リン・ハーツ                                                                             | 鳳芳野                                     | 竹口安芸子 |                     | むたあきこ                                |
| 警察署受付                 | ブルース・M・カーナー                                                                            | 村松康雄                                   | 島香裕     | 乃村健次            | 水野龍司                                  |
| 写真を撮るメキシコの少年   | フィリップ・ゴードン                                                                             | 原語音声                                   | 原語音声   | 浅野まゆみ          | 原語音声                                  |
| 男性客3                    | ヒュー・ファリントン                                                                             | 阪脩                                       | 秋元羊介   |                     | 登場シーンカット                          |
| 女性客1                    | ハリエット・メディン                                                                             | 竹口安芸子                                 | 滝沢ロコ   | 佐藤しのぶ          | 登場シーンカット                          |
| 取り押さえられる容疑者男性 |                                                                                                  | 藤本譲                                     | 島香裕     | 乃村健次            | 坂東尚樹                                  |
| ナレーター                 |                                                                                                  | 伊藤惣一                                   | 中江真司   | 高宮俊介            | 立原淳平                                  |
| 日本語版制作スタッフ       |                                                                                                  |                                            |            |                     |                                           |
| 演出                       |                                                                                                  | 蕨南勝之                                   | 蕨南勝之   | 高橋剛              | 小山悟                                    |
| 翻訳                       | 岡枝慎二（劇場版、ソフト版字幕） 林完治（BSプレミアム旧版字幕） 種市譲二（BSプレミアム新版字幕） | 宇津木道子                                 | 宇津木道子 | 松田海              | 原口真由美                                |
| 効果                       |                                                                                                  | リレーション 桜井俊哉 遠藤堯雄             |            |                     | リレーション                              |
| 調整                       |                                                                                                  | 切金潤                                     |            | 金谷和美            | 重光秀樹                                  |
| 担当                       |                                                                                                  | 向井士郎                                   |            | 夏海佑実            | 別府憲治                                  |
| プロデューサー             |                                                                                                  | 猪谷敬二                                   |            |                     | 久保一郎 渡邊一仁                         |
| 制作協力                   |                                                                                                  |                                            |            | ビーライン          |                                           |
| 製作                       |                                                                                                  | 東北新社                                   | 東北新社   | エンジェル ワークス | テレビ東京 ケイエスエス                   |
| 初回放送                   |                                                                                                  | 1987年10月18日 『日曜洋画劇場』 正味約99分 |            |                     | 2003年5月29日 『木曜洋画劇場』 正味約98分 |

### 吹き替えに関して
旧ソフト版吹替（日本語吹替完全版コレクターズブルーレイボックスではVHS版と表記されている）の初出はアスキー映画株式会社より発売（販売元はポニーキャニオン）のVHSにて。
新ソフト版吹替（日本語吹替完全版コレクターズブルーレイボックスではBD/DVD版と表記されている）の初出はカルチュア・パブリッシャーズより発売のVHS/DVDにて。その後20世紀フォックス ホーム エンターテイメント ジャパン及びソニー・ピクチャーズ エンタテインメントより発売の各種VHS/DVD/BD（後述）に収録。各種オンデマンド配信にもこちらの吹替が使用されている。
20世紀フォックス ホーム エンターテイメント ジャパンの「吹替の帝王」シリーズ第9弾として、上記の全4種類の吹替版を収録したBlu-ray Disc「ターミネーター 〈日本語吹替完全版〉 コレクターズ・ブルーレイボックス」が2015年6月24日に発売。特典としてテレビ版吹替台本2冊とインタビュー集が付属している。
テレビ放送版の吹き替えに関して、地上波初放送時に作られたテレビ朝日版がファンの間で「名吹き替え」と評されるなどあまりにも評価が高かったために、『木曜洋画劇場』での初放送時に既存のテレビ朝日版を流用せずに新たにテレビ東京版を製作したことについては批判もあったという。
株式会社 KADOKAWAより、2024年11月29日発売のDVD・Blu-rayにも上記の全4種類の吹替が収録されている。

### テレビ放映
| 回数 | 放送局     | 放送枠             | 放送日               | 放送時間    | 放送分数 | 吹替版       | 平均世帯 視聴率 | 備考 |
| ---- | ---------- | ------------------ | -------------------- | ----------- | -------- | ------------ | --------------- | ---- |
| 1    | テレビ朝日 | 日曜洋画劇場       | 1987年10月18日（日） | 21:02-22:54 | 112分    | テレビ朝日版 | 19.9%           |      |
| 2    | フジテレビ | ゴールデン洋画劇場 | 1989年2月4日（土）   | 21:02-22:54 | 112分    | テレビ朝日版 | 19.4%           |      |
| 3    | テレビ朝日 | 日曜洋画劇場       | 1990年11月25日（日） | 21:02-22:54 | 112分    | テレビ朝日版 | 19.4%           |      |
| 4    | テレビ朝日 | 日曜洋画劇場       | 1991年9月8日（日）   | 21:02-22:54 | 112分    | テレビ朝日版 | 29.7%           |      |
| 5    | テレビ朝日 | 日曜洋画劇場       | 1993年3月28日（日）  | 21:02-22:54 | 112分    | テレビ朝日版 |                 |      |
| 6    | フジテレビ | ゴールデン洋画劇場 | 1996年9月28日（土）  | 20:59-22:54 | 115分    | テレビ朝日版 |                 |      |
| 7    | テレビ朝日 | 日曜洋画劇場       | 1997年12月28日（日） | 21:02-22:54 | 112分    | テレビ朝日版 | 12.8%           |      |
| 8    | 日本テレビ | 金曜ロードショー   | 2000年7月14日（金）  | 21:03-22:54 | 111分    | テレビ朝日版 | 16.2%           |      |
| 9    | フジテレビ | ゴールデン洋画劇場 | 2001年4月21日（土）  | 21:30-23:24 | 114分    | テレビ朝日版 | 14.8%           |      |
| 10   | テレビ東京 | 木曜洋画劇場       | 2003年5月29日（木）  | 21:00-22:54 | 114分    | テレビ東京版 | 10.9%           |      |
| 11   | テレビ東京 | 木曜洋画劇場       | 2004年12月16日（木） | 21:00-22:54 | 114分    | テレビ東京版 | 7.8%            |      |
| 12   | テレビ東京 | 水曜シアター9      | 2009年6月3日（水）   | 21:00-22:54 | 114分    | テレビ東京版 | 7.7%            |      |

- 1991年9月放映時の視聴率は、日曜洋画劇場の歴代視聴率の第4位にランクインした。
- 1987年10月18日の地上波初放送に先立つ1～3週間前に放送された「番組予告編」は声優の小林清志がナレーションを担当した。

## その他

### 配役・設定など
- 1984年2月8日から撮影は開始されたが、その直後からシュワルツェネッガーはキャメロンの完全主義を思い知らされることになった。「あの時のジェームズは凄かったよ。事前に、撮影するショットをとても細かく説明するんだ。その位置が1ミリずれただけで、物凄く凶暴になるんだよ！」と述べている。
- カイルの回想にてシュワルツェネッガー以外の筋骨隆々のターミネーター（演者はボディービルダーのフランコ・コロンブ）が登場している。
- サラのアルバイトは、キャメロンの最初の妻シャロンがやっていた仕事と同じウエイトレスにした（サラは「ボブのビッグバンズ」で働いているが、シャロンは「ボブのビッグボーイ」というレストランで働いていた）。
- 主役を外されたヘンリクセンは「ジムにごまかされたと感じたことは、一瞬たりとも無かったね。僕はもうこの業界が長くて、時にはそうなることもあるって分かってるし。確かに自分がターミネーターを演じることができなかったのは残念だけど、それと同じくらいこの映画を作って欲しかったんだよ」と語った。
- 日本の安川電機製の産業用ロボットである「MOTOMAN」がクライマックスのシーンに出演している[19]。

### 撮影技術など
- 肉体を焼失したT-800が骨格のみ（エンドスケルトン）で追跡を再開する以降の部分は、トラックに轢かれて片足が故障した設定にし、ストップモーション・アニメーションの予算を削減している。また、ストップモーションが必要な全身が映るカットはわずかであり、ほとんどのシーンはフルサイズの模型をスタッフが操作している。
- 2001年発売の2枚組DVD（GXBA-15917）発売の際に、次作でアカデミー賞を獲得したスカイウォーカー・サウンドにより音響効果が全面的にリニューアルされた。2001年盤ではオリジナル・モノラル音声も収録されていたが、2003年のDTS盤2枚組DVD（GXBU-15917）発売以降のすべての映像ソフトはオリジナルのモノラル音声がカットされており、オリジナル版を聴くことができなくなっている。

### 台詞
- 警察署窓口を去る際にT-800が口にする「I'll be back.（また戻ってくる）」は、本作以降シュワルツェネッガーのトレードマークとなり、続編を含む以降の出演作で同じ台詞を言うシチュエーションが多用されている。
- サラがT-800をプレス機で押し潰すときのセリフ「You are terminated.（「抹殺完了」「お前を抹殺する」）」は、『ターミネーター3』（2003年）でT-850がT-Xを破壊するときにも使用された。『ターミネーター2』（1991年）では、ジョンの「Is he dead?（死んだの?）」に対し「Terminated.（完全に）」という台詞が発せられている。
- カイルがサラに言った「機械のことは信用するな。やつらは悲しみも感情もないのだ」という台詞は『ターミネーター2』や『ターミネーター:サラ・コナー クロニクルズ』（2008年）でサラが頑なに信じている言葉でもある。『ターミネーター2 特別編』（1993年）ではT-800のチップを取り出し、叩き壊そうとしてジョンに制止されるシーンがある他、 サラはジョンを助けに来たTOK715型ターミネーター（キャメロン）をも信用してはいない[注 2]。

### 削除シーン
- サラがサイバーダイン社の住所を電話帳で確認し、カイルにスカイネットの破壊を提案するが、危険であるために拒否される。
- 全てが消え失せてしまった絶望に満ちた未来と現在のあまりの違いに涙を流すカイル。
- 最終決戦間近のサラがディズニーランドに行こうと約束したり、未来人であるカイルがホットドッグを知らないなど、つかの間の日常生活を強調した場面があったが、「クライマックスに向けての流れを阻害する」との理由でカットされた。

### 銃器類
- T-800は銃砲店から奪ったAR-18やUZIをフルオートで発砲しているが、比較的銃器に寛容なアメリカといえど、フルオート機能を持つ銃器の売買には警察およびBATFEの許可が必要である。小説版には、T-800が改造マニュアルを見ながら、フルオート射撃可能な状態へ改造する場面が登場する。ちなみに、これは実際にアクション映画等の銃器担当スタッフがフルオート銃器を調達するために常用する手段（もちろん許可が必要）である。なお、T-800の使用する銃は大半が「自動式」なのに対して、カイルは手動装填式のショットガンや回転式拳銃という「原始的な構造」の銃を使っている。
- 銃砲店でT-800が銃を選ぶ際に、「射程400のフェイズド・プラズマ・ライフル」を指定するが、この時代には存在しない未来の兵器であり、情報ミスである。これに対応した銃砲店の店主は「Hey, just what you see, pal!（見た通りさ、ないだろ?）」と軽い調子で受け答えしている。なおこの台詞はソフト版字幕では「なんですそれ？」、テレビ朝日と旧ソフト版吹替では「生憎そいつは今、無いんだ」、新ソフト版吹替では「それは今、置いてないね」、テレビ東京版吹替では「ここにある物にしてくれ」、公開時の劇場字幕と当時のノベライズ版では「まだ入荷していません」とそれぞれ訳されている。
- 映画の宣伝ポスター等でT-800が構えていたAMTハードボーラーは、銃の上に筒状のレーザーサイトが装備されている。作中ではT-800が銃砲店から強奪した銃の中の1挺で、1人目のサラ・コナーの殺害から、ディスコの銃撃戦まで使われている。

この特徴的なレーザーサイトは当時いち早く銃器用レーザーサイトを開発して販路を構築していたレーザープロダクツ社（後のシュアファイア社）の試作品で、宣伝も兼ねて提供されたものである。撮影に使われたものは内蔵式バッテリーでは作動に十分な容量が確保できなかったため、電源はコードを介して外部から取られており、銃を握った手の袖の中を通してコートのポケットの中にバッテリーが収納された。また“トリガーと連動する”はあくまでも設定上のもので、実際のスイッチはバッテリーボックスからの配線に取り付けられていた。

### 後続シリーズとの関係
- カイルはパトカーから奪ったショットガンを、ストックを切り落として全長を短くし、右腕にひもでくくりつけ、落としたり奪われないようにしているが、『ターミネーター4』（2009年）では少年時代のカイルがマーカス・ライトから銃に関する「手品]としてひもでくくりつけるアイディアを教わるシーンがある。

### その他
- 日本での公開日（1985年5月25日）から30年を記念して、2015年に日本記念日協会によって、5月25日を『ターミネーターの日』と認定された[21]。
- 岐阜県下呂市にある「留之助商店（オーナーはSFX著書で有名な中子真治）」にて、実際に劇中で使用されたT-800の実物大モデルが展示されている。
- 1987年に本作と同じくオライオン・ピクチャーズ配給で公開された『ロボコップ』の予告において、本作のサントラが用いられている。

## VHS/DVD/Blu-ray
特記がない場合20世紀フォックス ホーム エンターテイメント ジャパンが発売。

### VHS
- ターミネーター　発売日：1989年10月21日（字幕版）、1992年2月21日（吹替版）
  - アスキー映画株式会社（旧：ベストロン映画株式会社）より発売。ポニーキャニオンが販売。
- ターミネーター　発売日：1998年1月25日
  - カルチュア・パブリッシャーズより発売。
- ターミネーター　発売日：2001年11月22日

### DVD
- ターミネーター　品番：CPVD-1001　発売日：1998年2月25日
  - カルチュア・パブリッシャーズより発売。
- ターミネーター〈特別編〉　品番：GXBA-15917　発売日：2001年11月22日
- ターミネーター〈特別編〉　品番：GXBD-15917　発売日：2002年6月28日
- ターミネーター アルティメット・エディション　品番：GXBU-15917　発売日：2003年7月04日
- ターミネーター　品番：GXBM-15917　発売日：2003年9月19日
- ターミネーター　品番：GXBH-15917　発売日：2003年11月21日
- ターミネーター　品番：GXBN-15917　発売日：2004年3月19日
- ターミネーター　品番：GXBNA-15917　発売日：2004年11月19日
- ターミネーター　品番：GXBNC-15917　発売日：2005年7月7日
- ターミネーター　品番：GXBND-15917　発売日：2005年11月12日
- ターミネーター アルティメット・コレクション　品番：TMUC-43877　発売日：2006年6月21日
  - ソニー・ピクチャーズ エンタテインメントより発売。
- ターミネーター　品番：MGBNJ-15917　発売日：2006年10月27日
- ターミネーター　品番：MGBGD-15917　発売日：2006年10月27日
- ターミネーター　品番：MGBNL-15917　発売日：2007年1月26日
- ターミネーター ＜新生アルティメット・エディション＞　品番：MGBUB-15917　発売日：2007年3月23日
- ターミネーター　品番：MGBSY-15917　発売日：2007年7月27日
- ターミネーター　品番：MGBNT-15917　発売日：2007年10月24日
- ターミネーター　品番：MGBNY-15917　発売日：2008年10月16日
- ターミネーター ＜2枚組＞　品番：MGBNX-15917　発売日：2009年11月20日
- ターミネーター　品番：MGBNW-15917　発売日：2010年04月23日
- ターミネーター　品番：MGBDC-15917　発売日：2010年10月8日
- ターミネーター＜2枚組＞〔初回生産限定〕　品番：MGBY-15917　発売日：2012年3月16日
- ターミネーター　品番：MGXC-15917　発売日：2012年12月19日
- ターミネーター　品番：MGBNG-15917　発売日：2014年4月17日
- ターミネーター　品番：MGBNGA-15917　発売日：2015年6月24日
  - ウォルト・ディズニー・ジャパンより発売。
- ターミネーター　品番：DABA-5949　発売日：2024年11月29日
  - 株式会社 KADOKAWAより発売。

### Blu-ray
- ターミネーター スペシャル・ブルーレイBOX＜3枚組＞〔初回生産限定〕　品番：MFXL-38274　発売日：2012年12月19日
  - 『ターミネーター』『プレデター』『コマンドー』の3作品を収録している。
- ターミネーター　品番：MGXJC-15917　発売日：2014年7月2日
  - ウォルト・ディズニー・ジャパンより発売。
- ターミネーター〈日本語吹替完全版〉コレクターズ・ブルーレイBOX〔初回生産限定〕　品番：MGXE-15917　発売日：2015年6月24日
  - ウォルト・ディズニー・ジャパンより発売。
- ターミネーター〔期間限定出荷〕　品番：MGXJD-15917　発売日：2015年6月24日
  - ウォルト・ディズニー・ジャパンより発売。
- ターミネーター〈日本語吹替完全版〉〔スチールブック仕様〕【完全数量限定生産】　品番：MGXEA-15917　発売日：2015年11月6日
- ターミネーター　品番：1000808495　発売日：2021年12月3日
  - ワーナー・ブラザース ホームエンターテイメントより発売。NBCユニバーサルが販売。
- ターミネーター　品番：DAXA-5949　発売日：2024年11月29日
  - 株式会社 KADOKAWAより発売。

## ゲーム作品
ザ・ターミネーター（Super Nintendo Entertainment System）
日本国外のみで発売されたゲーム。左・右スクロール型のアクションゲーム。カーチェイスステージなどもある。難易度が高く、SNESのソフトでありながらコンティニューやセーブ等もない。
ザ・ターミネーター（メガCD）
日本国外で発売されたメガCD版。ヴァージン・インタラクティブ制作。
未来編、敵基地内、現代編とターミネーターの舞台となったシーンを舞台とする2Dアクション。メガCDを活かした映画ムービーの導入やトミー・タラリコ作曲のBGMが特徴。
モータルコンバット11
2019年10月8日に『モータルコンバット11』にてT-800がDLCキャラとして登場。『ターミネーター:新起動/ジェニシス』の姿で登場する。
このほか、SUNSOFTがライセンスを取得し、ファミリーコンピュータ/Nintendo Entertainment System向けアクションゲームを開発。1989年にPV映像を正式発表していたが、原作のストーリーに沿っていないことからライセンスが取り消された。このソフトはキャラクターや設定を変更し、翌年、『ラフワールド』（Journey to Silius）として世に出された。

## 関連書
- 『ターミネーター』（講談社X文庫）R・フレイクス、W・H・ウィッシャー訳 吉岡平著 1985年 ISBN 4061900315
- 『ターミネーターの秘密』 HOLLYWOOD見聞会 データハウス 1993年 ISBN 4887181833
- 『『ターミネーター』解剖』 ショーン・フレンチ 矢口誠訳 扶桑社 2003年 ISBN 9784594041007

上記のほか、ダーク・ホース社出版の『エイリアンVSプレデターVSターミネーター』のコミックがある。